# NGC 4704
NGC 4704 (również PGC 43288 lub UGC 7972) – galaktyka spiralna z poprzeczką (SBbc/P), znajdująca się w gwiazdozbiorze Psów Gończych. Odkrył ją William Herschel 9 kwietnia 1787 roku. Należy do galaktyk Seyferta typu 2.
W galaktyce tej zaobserwowano supernową SN 1998ab.